# Тарадайко Всеволод Семенович
Всеволод Семенович Тарадайко (29 квітня 1924, село Ново-Покровське (Ново-Покровка), тепер Березівського району Одеської області — 29 серпня 1996) — український радянський діяч, начальник комбінату «Донецьквугілля» Донецької області, 1-й заступник Міністра вугільної промисловості Української РСР. Герой Соціалістичної Праці (30.03.1971). Депутат Верховної Ради УРСР 7—9-го скликань. Кандидат технічних наук (1973).

## Біографія
З 1941 року перебував у евакуації в Узбецькій РСР. 
У Червоній армії з вересня 1942 року. Учасник німецько-радянської війни з лютого 1943 року. Служив радистом 363-ї окремої роти зв'язку 259-ї стрілецької дивізії Південно-Західного фронту.
Член ВКП(б) з 1944 року.
Освіта вища. У 1950 році закінчив Донецький індустріальний інститут.
З 1950 року — начальник дільниці, головний інженер, начальник шахти тресту «Торезантрацит» Сталінської області.
У 1956—1957 роках — інспектор ЦК КП України.
З 1957 року — головний інженер тресту «Торезантрацит», заступник начальника, головний інженер комбінату «Артемвугілля» Донецької області.
У 1964—1965 роках — головний інженер, у 1965—1974 роках — начальник комбінату «Донецьквугілля» Донецької області.
У серпні 1974 — січні 1978 року — 1-й заступник Міністра вугільної промисловості Української РСР.
З січня 1978 року — начальник відділу вугільної промисловості Держплану СРСР.
Потім — на пенсії.

## Нагороди
- Герой Соціалістичної Праці (30.03.1971)
- два ордени Леніна (30.03.1971,)
- два ордени Трудового Червоного Прапора (,1984)
- орден Вітчизняної Війни 2-го ст. (6.04.1985)
- ордени
- медалі
- заслужений шахтар Української РСР